# Xodos
Xodos, en valencien, ou Chodos, en castillan (dénomination officielle bilingue depuis le 12 février 1993,), est une commune d'Espagne de la province de Castellón dans la Communauté valencienne. Elle est située dans la comarque de l'Alcalatén et dans la zone à prédominance linguistique valencienne.

## Géographie

Localisation de Xodos
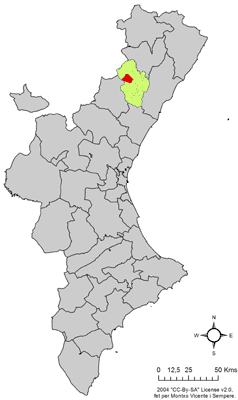
dans la Communauté valencienne.
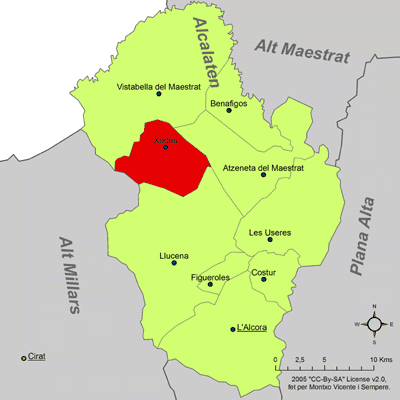
dans la comarque de l'Alcalatén.